# Cluvenhagener See
Der Cluvenhagener See (auch Baggersee Cluvenhagen) ist ein Baggersee beim Dorf Cluvenhagen im Landkreis Verden, Niedersachsen.
Der See entstand durch das Abbaggern von Sand, das Areal gilt als eines der letzten Binnendünengebiete zwischen Bremen und Verden. Zwei Flächen in unmittelbarer Nähe zum See werden von der NABU-Gruppe Langwedel betreut und beherbergen durch trockene Sanddünen in unmittelbarer Nähe zum Feuchtgebiet See einen besonderen Lebensraum für Sandbienen und andere Sandinsekten. Sandbienen, die für ihre Brut Gänge in den Sanddünen anlegen, ernähren sich von Pollen der Weiden, die in unmittelbarer Nähe am See wachsen.
Der Cluvenhagener See ist kein offizieller Badesee, es gibt weder sanitäre Anlagen noch eine geregelte Abfallentsorgung, noch wird die Badegewässerqualität von den Behörden überwacht. Dennoch wird er im Sommer von vielen Badegästen besucht. Der Badebetrieb vertrage sich Presseberichten zufolge relativ gut mit den Belangen des Naturschutzes. Statt Verbotsschilder seien Infotafeln aufgestellt, versehen mit informativen Erläuterungen der Bedeutung der offenen Sandflächen für die Tierwelt und der Bitte, diese nicht zu betreten.
Der See befindet sich im Landschaftsschutzgebiet „Alte Aller und Weiße Berge“, welches auf einer Strecke von etwa 6 km Länge entlang der Alten Aller eine Gesamtfläche von etwa 500 ha umfasst. Dem Cluvenhagener See wird darin mit seinen vegetationslosen Sandflächen der umgebenden Dünenbereiche eine besondere Bedeutung beigemessen. Zu den Schutzzielen des Gebietes wurden 2014 die Binnendünenbereiche mit dem Cluvenhagener See hervorgehoben. Diese seien zu sichern und so weit wie möglich zu entwickeln.